# 少林子弟
《少林子弟》（英語：Men from the Monastery）是1974年张彻执导的香港電影，由陈观泰、傅声等領銜主演。该片主要讲述一些人反抗被清朝官员买通的武林恶派的故事。

## 影片介绍
清军入关后，为了巩固统治，清军买通了武林恶党，这些恶党们把矛头指向了少林，而后，几个少林弟子决定用一些方式来反抗这些武林恶派

## 演员
- 陈观泰
- 傅声
- 徐发
- 陈绍佳
- 西瓜刨
- 曾楚霖
- 叶天行
- 朱由高
- 戚冠军
- 陆剑明
- 冯克安
- 江岛
- 卢迪
- 王冰冰

## 備註
1. ↑  《邵氏電影初探》香港电影资料馆。
2. ↑  《張徹: 回憶錄・影評集》的说明，出版社为香港资料馆，出版时间2002年
3. ↑  .   [2022-02-01]. （原始内容存档于2022-02-02）.
4. ↑  《浮城北望: 重绘战后香港电影》中的说明，出版社为北京大學出版社，作者为苏涛。
5. ↑  《影视大亨邵逸夫: 邵逸夫的电影、慈善、电视传奇》介绍
6. ↑  《台湾电影史化》中国电影出版社出版，作者为陈飞宝
7. ↑  《中国电影大辞典》 介绍，出版社为
上海辞书出版社
8. ↑  《回顧香港電影三十年》中的说明

## 相關連結
- 豆瓣链接 （页面存档备份，存于）
- 互联网电影数据库（IMDb）上《少林子弟》的资料（英文）